# Apusenibjergene
Apusenibjergene (rumænsk: Munții Apuseni, ungarsk: Erdélyi-középhegység) er en bjergkæde i Transsylvanien, Rumænien, som hører til de Vestrumænske Karpater, også kaldet Occidentali på rumænsk. Deres navn oversættes fra rumænsk som bjerge "af solnedgangen", dvs. "vestlige". Den højeste top er Cucurbăta Mare på 1.849 moh. Apusenibjergene har omkring 400 huler.

## Geografi
Apuseni-bjergene udgør ikke en uafbrudt kæde af bjerge, men har mange lave pas mod Crișana og Pannonian-sletten. Fra syd til nord er hovedgrupperne: Munții Metaliferi ("Ertsbjergene") med Detunatas (1.148 moh.) basaltiske masser nær Abrud; Bihor-bjergene, med talrige huler, med den højeste top Bihorul (1.849 moh.); øst for denne gruppe ligger Muntele Mare (højeste top 1.820 moh.), sydvest for Cluj-Napoca; den nordligste kæde er Seș- og Meseș-bjergene.

### Grænser
- Mod nord: Barcău-floden.
- Mod syd: Mureș-floden.
- Mod øst: Det Transsylvanske Plateau.
- Mod vest: Crișana-sletten.

## Galleri
- Vlădeasa
- Piatra Secuiului
- Saltminen Salina Turda
- Cheile Turzii
- Arieșeni
- Cetatea Trascăului